# Nabura
株式会社Nabura（ナブラ）は、日本の映像作品企画・制作と俳優のマネージメントを行う。2018年設立。

## 主な所属タレント
- 岡田義徳
- 後藤剛範
- 於保佐代子
- 薬丸翔
- 續木淳平
- にわつとむ
- 綾乃彩
- 藤村聖子
- 後藤さり
- 永島セバ
- 上野鈴華